# Tarjun
Tarjun – wieś (desa) w kecamatanie Kelumpang Hilir, w kabupatenie Kotabaru w prowincji Borneo Południowe w Indonezji.
Miejscowość ta leży w południowo-wschodniej części kecamatanu.